# Pilea krugii
Pilea krugii es una especie de planta del género Pilea, perteneciente a la familia Urticaceae.

## Taxonomía
Pilea krugii fue descrita por Ignatz Urban en 1899.

## Distribución
Se encuentra en el territorio de Puerto Rico.